# De Donkere Toren III: Het Verloren Rijk
De Donkere Toren III: Het Verloren Rijk (originele titel The Dark Tower III: The Waste Lands) is een fantasy/western-roman van de Amerikaanse schrijver Stephen King. Het is het derde boek uit de serie De Donkere Toren.
De titel van het boek is afgeleid van het gedicht The Waste Land van T.S. Eliot. Het boek werd in 1991 genomineerd voor de Bram Stoker Award voor beste roman.

## Plot
Roland Deschain, de laatste scherpschutter uit Gilead, zet met zijn 2 nieuwe reisgenoten, Eddie Dean en Susannah Dean, zijn zoektocht naar de mytische Donkere Toren voort. Onderweg geeft hij Eddie en Susannah een opleiding tot scherpschutter. In een bos lopen ze Shardik tegen het lijf; een reusachtige cyborg-beer gemaakt door een oude beschaving genaamd de Grote Ouden (The Great Old Ones). Hij is een van de twaalf bewakers van de zes stralen waar de Donkere Toren op steunt, maar net als alle andere technologie in Al-wereld is hij inmiddels hard bezig te vergaan en compleet doorgedraaid, waardoor de scherpschutters gedwongen zijn hem te doden. Nu ze een van de stralen hebben bereikt, kunnen ze deze volgen naar de toren.
Omdat Roland, toen hij in het vorige boek in het lichaam van Jack Mort verbleef, voorkomen heeft dat Mort Jake Chambers doodde, is er een paradox ontstaan; nu Jake nooit is overleden, is hij ook nooit naar Al-Wereld gekomen, en kon Roland hem dus nooit ontmoeten tijdens de gebeurtenissen uit het eerste boek. Omdat Roland zich zowel de originele tijdlijn als de nieuwe, waarin Jake hem nooit heeft vergezeld, herinnert, begint hij langzaam gek te worden. Wanneer Eddie op een avond een visioen krijgt van een sleutel, beseft hij dat ze Jake weer naar Al-Wereld moeten halen om de paradox te herstellen en begint te sleutel te fabriceren uit een stuk hout. Ondertussen, in zijn eigen wereld, heeft Jake met hetzelfde probleem als Roland te kampen, en probeert wanhopig een nieuwe weg naar Al-Wereld te vinden. In zijn zoektocht naar een portaal tussen beide werelden vindt Jake een rode roos, die een representatie is van de Donkere Toren in zijn wereld. Bij de roos vindt hij tevens een zilveren sleutel identiek aan de sleutel die Eddie bezig is te maken. Met de sleutel op zak loopt Jake weg van huis, koopt onderweg nog 2 boeken (een boek met raadsels en een kinderboek over een levende locomotief) en begeeft zich naar een spookhuis waar de deur naar Al-Wereld is. Jake weet deze deur te bereiken, ondanks dat het huis tot leven komt en zich tegen hem keert. Tegelijkertijd begeven in Al-Wereld Roland, Susannah en Eddie zich naar een stenen cirkel gelijk aan het orakel uit het eerste boek, alwaar Eddie met zijn sleutel de deur naar Jake’s wereld kan openen. Susannah leidt de demon die in de cirkel woont af door seks met hem te hebben, en Jake wordt door Eddie naar Al-Wereld gehaald.
Met Jake nu ook onderdeel van hun Ka-tet, zoals Roland de groep noemt, trekken de scherpschutters verder richting een stad genaamd Lud, gelegen aan de grens van Het Verloren Rijk. De stad verkeerd reeds in verregaande staat van verval, mede door een al decennia durende oorlog tussen twee rivaliserende groepen, The Grays en The Pubes. Onderweg wordt Jake vrienden met een brabbeldas (billy-bumbler) (een wezen dat nog het meest lijkt op een kruising tussen een hond, das en wasbeer), die hij de naam Oy geeft. De groep komt eerst in een dorpje genaamd River Crossing, waar ze gastvrij ontvangen worden door de hoogbejaarde inwoners. Een van hen geeft Roland een zilveren kruis mee als bescherming. Ook vernemen de scherpschutters dat in Lud een trein te vinden is die hen mogelijk door Het Verloren Rijk kan brengen. Jake beseft dat deze trein, Blaine genaamd, veel overeenkomsten heeft met de trein uit zijn boek.
Wanneer de scherpschutters Lud binnen gaan, wordt Jake gevangengenomen door een man genaamd Gasher. Terwijl Roland met Oy de achtervolging inzet, zoeken Susannah en Eddie Blaine op. Zodra ze deze gevonden hebben, blijkt Blaine niet alleen een trein te zijn maar tevens een supercomputer met kunstmatige intelligentie, die zich onder de gehele stad bevindt. Hij stemt toe de scherpschutters naar zijn eindhalte, Topeka, te brengen, als ze een van zijn raadsels kunnen oplossen. Susannah, met wat hulp van haar oude alter-ego Detta Walker, lost het raadsel op.
Roland volgt Gasher en Jake door een labyrint en de riolen van de stad naar de schuilplaats van The Grays. Daar volgt een kort treffen met de leider van de Grays, de Tick-Tock Man. Jake schiet de Tick-Tock Man neer en laat hem voor dood achter. Nadat Roland en Jake zijn vertrokken, arriveert een mysterieuze man, die zichzelf identificeert als Richard Fannin, die de gewonde Tick-Tock Man onder zijn hoede neemt.
Met de voltallige Ka-Tet aan boord vertrekt Blaine uit Lud, maar niet voordat hij een grote lading gifgas die nog onder de stad lag loslaat en zo de laatste inwoners vermoord. Wanneer Blaine door Het Verloren Rijk rijdt, wordt goed duidelijk dat de Grote Ouden ten onder gegaan zijn aan een ramp of oorlog die erger was dan een kernoorlog. Blaine deelt zijn passagiers mee dat hij, eenmaal in Topeka aangekomen, zichzelf zal laten ontsporen; een ramp die de inzittenden nooit zullen overleven. Gezien Blaine’s liefde voor raadsels daagt Roland Blaine uit; als ze hem een raadsel kunnen geven dat hij niet kan oplossen, zal Blaine hun levens sparen. Het boek eindigt met dat Blaine de uitdaging accepteert.